# Hyponephele pulchra
Hyponephele pulchra (tên tiếng Anh: Tawny Meadowbrown) là một loài bướm thuộc họ Nymphalidae. Nó được tìm thấy ở Himalaya, từ Chitral đến Kumaon và ở Kashmir. 

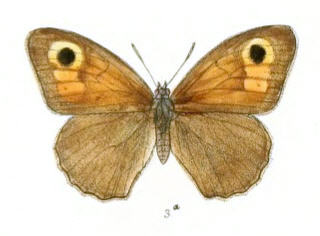